# Comuna Sveateț, Teofipol
Sveateț (în ucraineană Святець) este o comună în raionul Teofipol, regiunea Hmelnîțkîi, Ucraina, formată din satele Lîsohirka, Mareanivka și Sveateț (reședința).

## Demografie
Componența lingvistică a comunei Sveateț
     Ucraineană (99,43%)
     Alte limbi (0,33%)
Conform recensământului din 2001, majoritatea populației comunei Sveateț era vorbitoare de ucraineană (99,43%), existând în minoritate și vorbitori de alte limbi.